# Systemutveckling
Systemutveckling kallas processen att ta emot en beställning på ett datorsystem, skriva en strukturerad kravspecifikation på systemet, genomföra systemering av det, programmera, testa och driftsätta det. Arbetet sker traditionellt enligt olika utvecklingsmetodiker, var och en med sina för- och nackdelar. 